# Julianapop
Julianapop is een Nederlands muziekfestival in Julianadorp.

## Geschiedenis
Het festival werd voor het eerst in 1994 georganiseerd. Julianapop werd tot en met 2016 gehouden op de plaatselijke ijsbaan van het dorp. Sinds 2017 werd het festival gehouden op een grasveld naast de ijsbaan en kreeg het festival een tweede podium. Met ingang van de editie van 2018 wordt het festival op zaterdag gehouden.
In 2020 zou het festival verhuizen naar een weiland ten oosten van de weg Zuiderhaaks. Dit in verband met de realisatie van woningen op de vorige locatie. Vanwege de coronacrisis ging deze editie niet door. De editie van 2021 vond plaats op de nieuwe locatie, echter zonder fysieke bezoekers. Er was een livestream beschikbaar zodat mensen thuis het festival konden beleven.
Met de editie van 2023 kwam er een derde podium bij op het festivalterrein. Zo’n 150 tot 200 vrijwilligers werkten mee aan het evenement. De 5.000 kaarten voor deze editie (exclusief kinderkaarten tot 12 jaar) waren sneller uitverkocht dan verwacht. Per 2025 is de kaartverkoop volledig online en kunnen er maximaal vier kaarten per persoon gekocht worden, dit waren er voorheen acht.

## Openingsact
Julianapop Primeur was een wedstrijd verbonden aan Julianapop en werd tot en met 2016 georganiseerd. De winnaar van deze wedstrijd voor nieuwe bands, zangers, zangeressen en andere muzikanten mocht de opening van het festival verzorgen. Van 2017 tot en met 2019 mocht de winnaar van de scholieren-talentenjacht Julianadorp’s Got Talent het festival openen.

## Programma
| Datum        | Artiesten | Opmerkingen |
| ------------ | --- | --- |
| 28 mei 1994  | Shanna-band, Nu of Nooit, Mr Slammer, Ronald Engel | |
| 11 juni 1995 | Normaal, Nu of Nooit, Mr Slammer, Alkmaars Showballet | Voor het eerst op een zondag. |
| 23 juni 1996 | Normaal, Sugar Lee Hooper, Nu of Nooit, Show Busters | |
| 22 juni 1997 | Rowwen Hèze, De Kast e.a. | |
| 28 juni 1998 | The Perks, Longshot e.a. | |
| 20 juni 1999 | Skik e.a. | |
| 18 juni 2000 | Erik Hulzebosch, Tatjana, Sesam e.a. | |
| 17 juni 2001 | Jody Bernal, Birgit Schuurman, Pater Moeskroen, Bob Color, BAR-B-Q                                                                                          | |
| 16 juni 2002 | DI-RECT, Vengaboys, Jovink en de Voederbietels, BAR-B-Q | |
| 15 juni 2003 | Van Dik Hout, Intwine, The Shavers, ZOOOM, NixBieZonders | |
| 20 juni 2004 | Krezip, Beef, Living on the Edge, A Day's Work, Bullet, Dance Force One                                                                                     | |
| 19 juni 2005 | Kim Lian, Lange Frans & Baas B, The Sheer, Scrum, Awesome, R*59                                                                                             | |
| 18 juni 2006 | DI-RECT, Hans Dulfer, Kus, Blaze of Glory | |
| 17 juni 2007 | Roel van Velzen, Jovink en de Voederbietels, Elize, Wolter Kroes, Danny en Edwin                                                                            | |
| 16 juni 2008 | Jeroen van der Boom, Voicst, Moke, De Sjonnies, The Partysquad, Make Believe                                                                                | |
| 21 juni 2009 | Jan Smit, Stereo, Yes-R, Bob en de Blue Band, Voutlooz | |
| 20 juni 2010 | Kane, Valerius, Gebroeders Ko, Av-Gas, Roamers Code | |
| 19 juni 2011 | Kensington, Rigby, Ben Saunders, Racoon, Lasgo, Targets | |
| 17 juni 2012 | Memphis Maniacs, Ali B, 3JS, DI-RECT, Splendid, Riemer en band                                                                                              | Het festival begon een uur eerder, in verband met het Europees kampioenschap voetbal 2012.                                                                                         |
| 16 juni 2013 | BLØF, Handsome Poets, Memphis Maniacs, Sesam, Jermaine Fleur & Band                                                                                         | |
| 15 juni 2014 | Miss Montreal, Go Back to the Zoo, Charly Lownoise & Mental Theo, Guus Bok & The Boogies, LePrince                                                          | |
| 21 juni 2015 | Mooi Wark, Gers Pardoel, The Kik, The Dirty Daddies, Pulse                                                                                                  | |
| 19 juni 2016 | Van Dik Hout, Jett Rebel, DeWolff, Ronnie Flex, Plork en de Aannemers, Sunra                                                                                | |
| 18 juni 2017 | Douwe Bob, Waylon, Diggy Dex, Sharon Doorson, Sesam, Zion Vibes                                                                                             | Ander terrein en uitbreiding van één podium naar twee podia. |
| 16 juni 2018 | De Dijk, Jonna Fraser, Nick & Simon, Nielson, Memphis Maniacs, Scrum, Zion Vibes                                                                            | Weer terug naar de zaterdag, 25e editie van het festival. |
| 15 juni 2019 | Quintino, De Jeugd van Tegenwoordig, Rob de Nijs, Mamihlapinatapai, Johnny & The Gangsters of Love, Vaart                                                   | |
| 20 juni 2020 | Rowwen Hèze, Maan, Wulf, Snollebollekes, Yung Felix, Blue Grass Boogiemen, Weekend Warriors, Johnny & The Gangsters of Love, JPOP NONSTOP                   | Afgelast vanwege de coronacrisis. Deze editie zou hebben plaatsgevonden op een nieuwe locatie.                                                                                     |
| 19 juni 2021 | Sesam, Johnny & The Gangsters of Love, JPOP NONSTOP | In verband met de coronacrisis was het festival te bekijken via een livestream en konden er geen fysieke bezoekers aanwezig zijn. De optredens vonden plaats op de nieuwe locatie. |
| 18 juni 2022 | Flemming, Rondé, Donnie, Maan, Mother Mercury, Sjaak, Lotte Schuiling, Oôs Joôs, JPOP NONSTOP                                                               | |
| 17 juni 2023 | Froukje, Snollebollekes, Martijn Fischer, Pater Moeskroen, Bizzey, JPOP NONSTOP, Drove, The Euros, Boem! FunkyHouse, Macdean, 't Paradepaardje              | Volgens de organisatie de 30e editie van het festival. |
| 15 juni 2024 | Snelle, 3JS, Frenna & The Gang, La Fuente, Nederpop All Stars, JPOP NONSTOP, PROOST!, Salsa Bij Djey, The Inner Kids, Marcel Meijer Rockt, 't Paradepaardje | |
| 14 juni 2025 | Rowwen Hèze, Claude, Zoë Tauran, Bokoesam, The Fortunate Sons, Glock '45, Tonno Disko, Fiesta Macumba Soundsystem, Mr. Rigter, JPOP NONSTOP                 | |